# Rembercourt-Sommaisne
Rembercourt-Sommaisne is een gemeente in het Franse departement Meuse in de regio Grand Est en telt 323 inwoners (2005).

## Geschiedenis
De gemeente is op 1 januari 1973 gevormd door de fusie van Rembercourt-Aux-Pots en Sommaisne. Rembercourt-Sommaisne maakt deel uit van het kanton Revigny-sur-Ornain in het arrondissement Bar-le-Duc. Voor maart 2015 was het deel van het kanton Vaubecourt, dat toen werd opgeheven.

## Geografie
De oppervlakte van Rembercourt-Sommaisne bedraagt 21,8 km², de bevolkingsdichtheid is 14,8 inwoners per km².
De Aisne ontspringt nabij Sommaisne, dat letterlijk "bron van de Aisne" betekent.
De onderstaande kaart toont de ligging van Rembercourt-Sommaisne met de belangrijkste infrastructuur en aangrenzende gemeenten.

## Demografie
Onderstaande figuur toont het verloop van het inwonertal (bron: INSEE-tellingen).

Andernay · Beurey-sur-Saulx · Brabant-le-Roi · Chaumont-sur-Aire · Contrisson · Courcelles-sur-Aire · Couvonges · Érize-la-Petite · Les Hauts-de-Chée · Laheycourt · Laimont · Lisle-en-Barrois · Louppy-le-Château · Mognéville · Nettancourt · Neuville-sur-Ornain · Noyers-Auzécourt · Rancourt-sur-Ornain · Rembercourt-Sommaisne · Remennecourt · Revigny-sur-Ornain · Robert-Espagne · Sommeilles · Val-d'Ornain · Vassincourt · Vaubecourt · Villers-aux-Vents · Villotte-devant-Louppy
1. ↑  Populations de référence 2022.